# 真柄建設
真柄建設株式会社（まがらけんせつ）は、石川県金沢市に本社を置く建設会社（ゼネコン）であり、北陸3県（石川県、福井県、富山県）で最大手かつ唯一の上場ゼネコンでもあったが、2008年7月5日に民事再生法の適用を申請した（2012年3月に再生手続終結）。

## 概要
1907年創業。北陸3県で最大手のゼネコンとして民間・官公庁工事に強みを持つ企業。1996年3月期は年売上高約1,182億600万円を挙げたが、主要地盤となる北陸3県での公共工事の減少によって、売上規模は縮小。2007年12月に大阪支店で不正な会計処理が行われていたことが発覚したことで信用は大きく失墜した。メインバンクの北國銀行から専務を迎えて、同行主導で再建へ乗り出したが、2008年7月に大阪地方裁判所へ民事再生法の適用を申請した。帝国データバンクによると負債総額は348億円。
北陸3県最大のゼネコンの倒産劇は地元にとって大きな衝撃となり、石川県は無担保で別枠保証が受けられる国の制度の早期適用を中小企業庁に要請。また、石川県としても連鎖倒産防止の融資制度の限度額を5,000万円から8,000万円、利率を2.25%から1.50%へと変更した。
民事再生手続き中の2010年3月に経営陣による買収（MBO）で自主再建を図る方針を発表。企業再生ファンドが保有していた同社全株式を同社経営陣が取得し、スポンサーを付けずに再生手続きを終結させた。

## 沿革
- 1907年 - 真柄組創業。
- 1943年 - 株式会社真柄組設立。
- 1962年 - 現社名に変更。
- 1963年 - 大阪証券取引所2部上場。
- 1963年 - 名古屋証券取引所2部上場。
- 1966年 - 東京証券取引所2部上場。
- 1972年 - 東京証券取引所、大阪証券取引所、名古屋証券取引所各1部指定替え。
- 2003年 - 名証1部上場廃止。
- 2007年 - 大阪支店で不正な会計処理（粉飾決算）が行われていたことが発覚。このことが原因となり、2008年3月期の半期報告書を期限までに提出することができず東証・大証の監理ポストに指定。
- 2008年
  - 3月26日 - 監理ポストの指定から特設注意市場銘柄の指定へ変更。
  - 7月5日 - 大阪地裁に民事再生法の適用を申請。負債総額は約348億円。
  - 8月6日 - 東証、大証1部上場廃止。
- 2010年3月30日 - 経営陣による買収（MBO）で自主再建。小野征男、社長に就任。
- 2012年3月22日 - 再生手続終結決定。
- 2017年6月29日 - 真柄卓司が社長に就任。